# Корнетто (випічка)
Корнетто (італ. cornetto, італійська вимова: [korˈnetto]), що означає «маленький ріг» ― італійський варіант рогалика.
Основними інгредієнтами корнетто є кондитерське тісто, яйця, масло, вода та цукор. Яєчним жовтком змащують поверхню корнетто для отримання золотистого кольору під час запікання.
Cornetto vuoto («порожній корнетто») зазвичай доповнюється різноманітними начинками, включаючи crema pasticcera (заварний крем), абрикосовий джем або шоколадний крем, і покритий цукровою пудрою або подрібненими горіхами. Найпоширенішим сніданком в Італії вважається корнетто з еспресо або капучіно в кафе.
Корнетто поширене в Південній і Центральній Італії, тоді як у Північній його називають бріош.

## Історія
Рецепт рогаликів став популярним в Італії, а точніше у Венето, після 1683 року завдяки інтенсивним комерційним відносинам між Венеціанською Республікою та Віднем. У Франції випічка набула популярності лише після одруження австрійської Марії-Антуанетти та майбутнього короля Людовика XVI у 1770 році. Його рецепт був змінений кондитерами, які збагатили його маслом і назвали круасаном. Перший рецепт дріжджового шаруватого (листкового) круасана належить французькому шеф-кухарю Сільвену Клаудіусу Гою. Круасан став популярним у Франції в основному в 20 столітті.